# Simyo
Pour les articles ayant des titres homophones, voir Simiot (homonymie).
Simyo est un opérateur mobile virtuel lancé aux Pays-Bas par le groupe néerlandais KPN.
La marque était présente en France, en Allemagne, en Belgique jusqu'en juin 2017, en Espagne et aux Pays-Bas, où elle est la propriété de différents groupes: KPN aux Pays-Bas, Bouygues Telecom en France, Base en Belgique et Orange en Espagne.

## Simyo en France
Le 11 janvier 2009, KPN France Mobile, filiale du groupe de télécommunications néerlandais KPN, lance une offre de téléphonie mobile en France sous la marque Simyo. Cette offre utilise alors le réseau physique de Bouygues Telecom.
Au quatrième trimestre 2011, Bouygues Telecom rachète KPN Mobile France, ainsi que sa marque de services mobiles Simyo.
Le 1er juillet 2015, Bouygues Telecom annonce que Simyo s'arrêtera définitivement en France, en transférant les clients Simyo vers une offre Bouygues Telecom.

### Offre

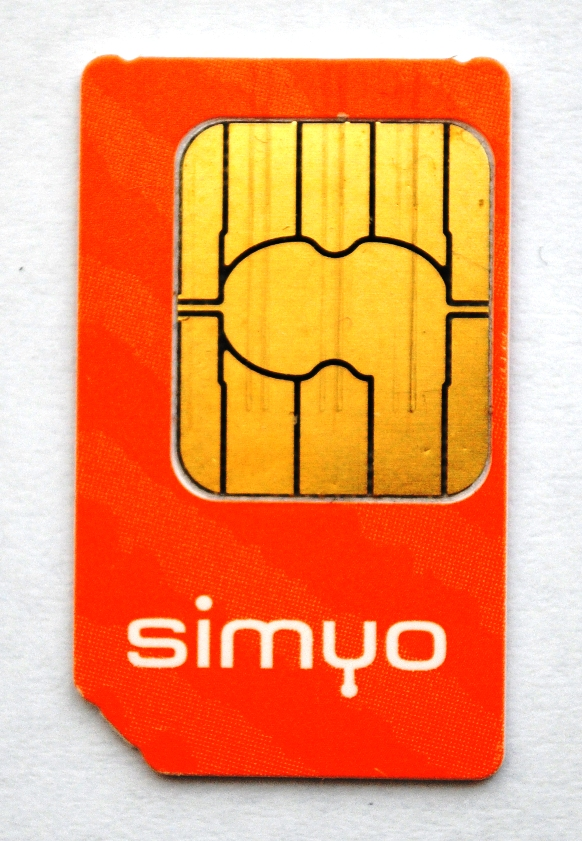
Carte SIM Simyo.

En 2011, l'offre Simyo est construite sur le modèle « Low cost », uniquement disponible par Internet.
Fin août 2013, l'offre prépayée B&You ayant été supprimée, les clients prépayés de la filiale Bouygues Télécom ont été intégrés à Simyo.

## Simyo en Espagne
En octobre 2012, le groupe français Orange rachète les activités de Simyo en Espagne à KPN. La marque existe toujours en Espagne.